# Andrea Gessa
Andrea Gessa (Milano, 13 gennaio 1980) è un allenatore di calcio ed ex calciatore italiano, di ruolo centrocampista, attuale tecnico dell'Under 17 del Pescara.

## Caratteristiche tecniche
Esterno destro di centrocampo, abile nei cross. La sua intelligenza tattica gli permette di ricoprire più ruoli. Durante la permanenza di Zeman sulla panchina del Pescara è stato schierato come mezz'ala.

## Carriera
Muove i suoi primi passi nel settore giovanile del Brugherio. Nel 1998 passa al Voghera, con cui debutta fra i professionisti. Nel 2000 passa alla Cremapergo con cui vince il campionato di Eccellenza. In seguito passa al Pizzighettone - società militante in Serie D - ottenendo la promozione al termine della stagione. A questa esperienza segue quella tra le file del Montevarchi.
Il 26 luglio 2005 si trasferisce al Grosseto, in Serie C1. Esordisce con i toscani il 4 ottobre contro il Chieti, subentrando al 5' della ripresa al posto di Filippo Breschi. Il 13 maggio 2007 la squadra ottiene la sua prima storica promozione in Serie B. Il 24 maggio 2007 il Grosseto vince - contro il Ravenna - la Supercoppa di Lega di Serie C1. Esordisce in Serie B il 25 agosto 2007 in Modena-Grosseto (3-0), giocando titolare. Il 30 agosto 2008 una sua rete a 15' dal termine decide a favore dei biancorossi il derby contro il Pisa.
Il 14 luglio 2009 passa a parametro zero al Pescara, in Lega Pro Prima Divisione. Esordisce con gli abruzzesi il 24 agosto in Pescara-Rimini (2-0). Il 19 gennaio 2010 viene operato a causa di una lussazione alla spalla. Rientra in campo il 3 aprile contro il Cosenza, subentrando al 35' della ripresa al posto di Massimo Bonanni. Conclude l'annata - terminata con la promozione in Serie B degli abruzzesi - con 27 presenze. Il 20 maggio 2012 il Pescara torna in Serie A dopo 20 anni di assenza.
Il 9 luglio 2012 passa a titolo definitivo al Cesena, in cambio di Giuseppe Colucci che si trasferisce al Pescara. Esordisce in campionato il 27 agosto contro il Sassuolo (sconfitta per 0-3). Nonostante un ottimo avvio di stagione, nel corso della stagione - a causa di vari infortuni  - è costretto a stare fermo ai box.
Il 2 settembre 2013 il Frosinone ne rileva il cartellino a titolo definitivo. Dopo un'iniziale fase di adattamento, si ritaglia un ruolo da titolare all'interno della rosa. L'8 giugno 2014 i canarini vengono promossi in Serie B. Poco utilizzato e spesso a partita in corso, il 26 gennaio 2015 viene escluso dalla lista dei giocatori che prenderanno parte alla seconda parte di stagione.
Il 27 gennaio torna in prestito - dopo due anni e mezzo - al Pescara, nello scambio che porta Uroš Ćosić a compiere il percorso inverso. Il 17 giugno 2015 il presidente del Pescara Daniele Sebastiani annuncia che, a fine stagione, Gessa lascerà il calcio giocato ed entrerà nella dirigenza del club abruzzese, ricoprendo il ruolo di team manager.

### Dopo il ritiro
Per circa 7 anni fino al 2022 è stato dirigente accompagnatore dei biancazzurri, nell'estate 2022 diventa direttore del settore giovanile del Penne in Promozione abruzzese. Il 10 luglio 2023 torna nuovamente al Pescara diventando il nuovo allenatore dell'Under 17 giovanile.

## Statistiche

### Presenze e reti nei club
| Stagione             | Squadra              | Campionato           | Campionato | Campionato | Coppe nazionali | Coppe nazionali | Coppe nazionali | Coppe continentali | Coppe continentali | Coppe continentali | Altre coppe | Altre coppe | Altre coppe | Totale | Totale |
| Stagione             | Squadra              | Comp                 | Pres       | Reti       | Comp            | Pres            | Reti            | Comp               | Pres               | Reti               | Comp        | Pres        | Reti        | Pres   | Reti   |
| -------------------- | -------------------- | -------------------- | ---------- | ---------- | --------------- | --------------- | --------------- | ------------------ | ------------------ | ------------------ | ----------- | ----------- | ----------- | ------ | ------ |
| 1998-1999            | Voghera              | C2                   | 3          | 0          | CI-C            | 0               | 0               | -                  | -                  | -                  | -           | -           | -           | 3      | 0      |
| 1999-2000            | Voghera              | CND                  | 26         | 0          | -               | -               | -               | -                  | -                  | -                  | -           | -           | -           | 26     | 0      |
| Totale Voghera       | Totale Voghera       | Totale Voghera       | 29         | 0          |                 | 0               | 0               |                    | -                  | -                  |             | -           | -           | 29     | 0      |
| 2000-2001            | Cremapergo           | Ecc.                 | 28         | 1          | -               | -               | -               | -                  | -                  | -                  | -           | -           | -           | 28     | 1      |
| 2001-2002            | Cremapergo           | Ecc.                 | 31         | 4          | -               | -               | -               | -                  | -                  | -                  | -           | -           | -           | 31     | 4      |
| Totale Cremapergo    | Totale Cremapergo    | Totale Cremapergo    | 59         | 5          |                 | -               | -               |                    | -                  | -                  |             | -           | -           | 59     | 5      |
| 2002-2003            | Pizzighettone        | D                    | 29+2       | 4          | CI-D            | 0               | 0               | -                  | -                  | -                  | -           | -           | -           | 31     | 4      |
| 2003-2004            | Pizzighettone        | C2                   | 21+1       | 1          | CI-C            | 0               | 0               | -                  | -                  | -                  | -           | -           | -           | 22     | 1      |
| Totale Pizzighettone | Totale Pizzighettone | Totale Pizzighettone | 50+3       | 5          |                 | 0               | 0               |                    | -                  | -                  |             | -           | -           | 53     | 5      |
| 2004-2005            | Montevarchi          | C2                   | 35         | 2          | CI-C            | 4               | 0               | -                  | -                  | -                  | -           | -           | -           | 39     | 2      |
| 2005-2006            | Grosseto             | C1                   | 25+4       | 1          | CI-C            | 2               | 0               | -                  | -                  | -                  | -           | -           | -           | 31     | 1      |
| 2006-2007            | Grosseto             | C1                   | 30         | 3          | CI+CI-C         | 1+1             | 0               |                    | -                  | -                  | SL-C1       | 2           | 1           | 34     | 4      |
| 2007-2008            | Grosseto             | B                    | 29         | 0          | CI              | 1               | 0               | -                  | -                  | -                  | -           | -           | -           | 30     | 0      |
| 2008-2009            | Grosseto             | B                    | 30+1       | 1          | CI              | 2               | 0               | -                  | -                  | -                  | -           | -           | -           | 33     | 1      |
| Totale Grosseto      | Totale Grosseto      | Totale Grosseto      | 114+5      | 5          |                 | 7               | 0               |                    | -                  | -                  |             | 2           | 1           | 128    | 6      |
| 2009-2010            | Pescara              | 1D                   | 23+4       | 0          | CI-LP           | 1               | 0               | -                  | -                  | -                  | -           | -           | -           | 28     | 0      |
| 2010-2011            | Pescara              | B                    | 29         | 3          | CI              | 1               | 0               | -                  | -                  | -                  | -           | -           | -           | 30     | 3      |
| 2011-2012            | Pescara              | B                    | 26         | 1          | CI              | 0               | 0               | -                  | -                  | -                  | -           | -           | -           | 26     | 1      |
| 2012-2013            | Cesena               | B                    | 21         | 0          | CI              | 2               | 0               | -                  | -                  | -                  | -           | -           | -           | 23     | 0      |
| 2013-2014            | Frosinone            | 1D                   | 20+3       | 1          | CI+CI-LP        | 0+1             | 0               | -                  | -                  | -                  | -           | -           | -           | 24     | 1      |
| 2014-gen. 2015       | Frosinone            | B                    | 10         | 0          | CI              | 1               | 0               | -                  | -                  | -                  | -           | -           | -           | 11     | 0      |
| Totale Frosinone     | Totale Frosinone     | Totale Frosinone     | 30+3       | 1          |                 | 2               | 0               |                    | -                  | -                  |             | -           | -           | 35     | 1      |
| gen.-giu. 2015       | Pescara              | B                    | 7          | 0          | CI              | -               | -               | -                  | -                  | -                  | -           | -           | -           | 7      | 0      |
| Totale Pescara       | Totale Pescara       | Totale Pescara       | 85+4       | 4          |                 | 2               | 0               |                    | -                  | -                  |             | -           | -           | 91     | 4      |
| Totale carriera      | Totale carriera      | Totale carriera      | 438        | 22         |                 | 17              | 0               |                    | -                  | -                  |             | 2           | 1           | 457    | 23     |

## Palmarès

### Club

#### Competizioni regionali
- Eccellenza Lombardia: 1

Cremapergo: 2001-2002

#### Competizioni nazionali
- Campionato italiano Serie D: 1

Pizzighettone: 2002-2003
- Campionato italiano Serie C1: 1

Grosseto: 2006-2007
- Supercoppa di Lega di Serie C1: 1

Grosseto: 2007
- Campionato italiano di Serie B: 1

Pescara: 2011-2012